# 1990-es Formula–1 spanyol nagydíj
A spanyol nagydíj volt az 1990-es Formula–1 világbajnokság tizennegyedik futama.

## Futam
Spanyolországban Senna pályafutása 50. pole-pozícióját szerezte Prost, Mansell és Alesi előtt.
A rajt után a brazil megtartotta a vezetést, míg mögötte Patrese kiütötte Alesit, aki a kavicságyba került. A kiállások után Mansell megelőzte csapattársát, de elengedte, hogy Prost továbbra is esélyes legyen a bajnoki címre. Piquet vezetett Prost, Senna és Mansell előtt. Prost elkezdte támadni Piquet-t, aki hibázott és negyediknek esett vissza. Később Mansell megelőzte Sennát, így a Ferrari kettős győzelmet aratott. Piquet akkumulátora, Senna hűtője miatt esett ki. Berger Boutsent támadta a negyedik helyért, összeütköztek és az osztrák kicsúszott. Prost győzött Mansell, Nannini és Boutsen előtt.
|         | Rsz. | Versenyző          | Csapat                | Körök | Idő/Kiesések    | Rajthely | Pontok |
| ------- | ---- | ------------------ | --------------------- | ----- | --------------- | -------- | ------ |
| 1       | 1    | Alain Prost        | Ferrari               | 73    | 1:48:01,461     | 2        | 9      |
| 2       | 2    | Nigel Mansell      | Ferrari               | 73    | +22,064         | 3        | 6      |
| 3       | 19   | Alessandro Nannini | Benetton-Ford         | 73    | +34,874         | 9        | 4      |
| 4       | 5    | Thierry Boutsen    | Williams-Renault      | 73    | +43,296         | 7        | 3      |
| 5       | 6    | Riccardo Patrese   | Williams-Renault      | 73    | +57,530         | 6        | 2      |
| 6       | 30   | Szuzuki Aguri      | Larrousse-Lamborghini | 73    | +1:03,728       | 15       | 1      |
| 7       | 25   | Nicola Larini      | Ligier-Ford           | 72    | +1 kör          | 20       |        |
| 8       | 15   | Maurício Gugelmin  | Leyton House-Judd     | 72    | +1 kör          | 12       |        |
| 9       | 18   | Yannick Dalmas     | AGS-Ford              | 72    | +1 kör          | 23       |        |
| 10      | 9    | Michele Alboreto   | Arrows-Ford           | 71    | +2 kör          | 25       |        |
| Kiesett | 11   | Derek Warwick      | Lotus-Lamborghini     | 63    | Váltó           | 10       |        |
| Kiesett | 16   | Ivan Capelli       | Leyton House-Judd     | 59    | Fizikai állapot | 19       |        |
| Kiesett | 28   | Gerhard Berger     | McLaren-Honda         | 56    | Ütközés         | 5        |        |
| Kiesett | 27   | Ayrton Senna       | McLaren-Honda         | 53    | Hűtő            | 1        |        |
| Kiesett | 20   | Nelson Piquet      | Benetton-Ford         | 47    | Akkumulátor     | 8        |        |
| Kiesett | 22   | Andrea de Cesaris  | Dallara-Ford          | 47    | Motorhiba       | 17       |        |
| Kiesett | 14   | Olivier Grouillard | Osella-Ford           | 45    | Kerékcsapágy    | 21       |        |
| Kiesett | 23   | Pierluigi Martini  | Minardi-Ford          | 41    | Kicsúszás       | 11       |        |
| Kiesett | 26   | Philippe Alliot    | Ligier-Ford           | 22    | Kicsúszás       | 13       |        |
| Kiesett | 29   | Éric Bernard       | Larrousse-Lamborghini | 20    | Váltó           | 18       |        |
| Kiesett | 3    | Nakadzsima Szatoru | Tyrrell-Ford          | 13    | Kicsúszás       | 14       |        |
| Kiesett | 17   | Gabriele Tarquini  | AGS-Ford              | 5     | Motorhiba       | 22       |        |
| Kiesett | 8    | Stefano Modena     | Brabham-Judd          | 5     | Ütközés         | 24       |        |
| Kiesett | 4    | Jean Alesi         | Tyrrell-Ford          | 0     | Kicsúszás       | 4        |        |
| Kiesett | 21   | Emanuele Pirro     | Dallara-Ford          | 0     | Gázadagoló      | 16       |        |
| NK      | 12   | Martin Donnelly    | Lotus-Lamborghini     |       | Sérülés         |          |        |
| NK      | 7    | David Brabham      | Brabham-Judd          |       |                 |          |        |
| NK      | 24   | Paolo Barilla      | Minardi-Ford          |       |                 |          |        |
| NK      | 10   | Bernd Schneider    | Arrows-Ford           |       |                 |          |        |
| NK      | 31   | Bertrand Gachot    | Coloni-Ford           |       |                 |          |        |
| NeK     | 33   | Roberto Moreno     | Euro Brun-Judd        |       |                 |          |        |
| NeK     | 34   | Claudio Langes     | Euro Brun-Judd        |       |                 |          |        |
| NeK     | 39   | Bruno Giacomelli   | Life-Judd             |       |                 |          |        |

## Statisztikák
Vezető helyen:
- Ayrton Senna: 26 (1-26)
- Nelson Piquet: 2 (27-28)
- Alain Prost: 45 (29-73)

Alain Prost 44. (R) győzelme, Ayrton Senna 50. (R) pole-pozíciója, Riccardo Patrese 7. leggyorsabb köre.
- Ferrari 103. győzelme.

Bruno Giacomelli, Alessandro Nannini és Bernd Schneider utolsó versenye.